# Phalaenopsis chibae
Phalaenopsis chibae (можлива українська назва Фаленопсис Тіба) — мініатюрна моноподіальна епіфітна трав'яниста рослина родини орхідні.
Вид не має усталеної української назви, в україномовних джерелах використовується наукова назва Phalaenopsis chibae.
Англійська назва — Chiba's Phalaenopsis.

## Синоніми
За даними Королівських ботанічних садів в К'ю :
- Kingidium chibae (T. Yukawa) O. Gruss & Roellke, 1997
- Doritis chibae (T. Yukawa) T. Yukawa & K. Kita, 2005

## Біологічний опис
Деякі ботаніки вважають більш логічним вважати цей вид представник роду Kingidium через присутність шпори.
Стебло коротке.
Листя тонке, овальне, загострене на кінцях, темно-зелене, з нижнього боку злегка фіолетове. Довжина 5-11 см, ширина 4,5 см.
Квітконіс тонкий, прямостоячий, червонуватого відтінку, часто галузиться.
Квіти дрібні, щільної воскової текстури, 0,8-1,5 см в діаметрі, розкриваються не повністю, жовто-оранжеві або гірчичного кольору з відтінками коричневого, губа з червоними цятками, за формою нагадують квітки Phalaenopsis deliciosa. 
 Тривалість цвітіння 10-15 днів, в природі сезон цвітіння: весна — літо.

## Ареал, екологічні особливості
В'єтнам.
Росте у вологих тропічних передгірних лісах на висоті 400—600 м над рівнем моря.
Середньомісячні температури в місцях природного зростання Ph. chibae практично незмінні протягом усього року. Вдень 28-32 °C, вночі 18-21 °C. Відносна вологість повітря близько 80%. З листопада по квітень сухий сезон, кількість опадів 10-80 мм. З травня по жовтень від 230 до 300 мм.
Відноситься до числа видів, що охороняються (другий додаток CITES).

## Історія
Рослина відкрито в 1994 році в районі Да Лат і описано в 1996 р. японським вченим Юкава. Названо на честь першовідкривача, японського ботаніка Масаакі Тіба (Masaaki Chiba).

## У культурі
У культурі рідкісний, вважається складним.
Температурна група — тепла. Відносна вологість повітря 65-85%. Обов'язковий невеликий перепад денних і нічних температур на 5-10 °C. Основною проблемою в утриманні цього виду є висока вразливість коренів для різних грибкових і бактеріальних захворювань. Тому найкращим варіантом його культивування є посадка на блок без будь-яку підкладки. У цьому випадку коріння легко просихають, але вимагають частого поливу.
Додаткова інформація про агротехніку у статті Фаленопсис.

## Первинні гібриди
- Donna Craig — tetraspis х chibae (W. Tippit) 2005
- San Shia Puff — lindenii х chibae (Hou Tse Liu) 2004
- Yaphon Kitty — lobbii х chibae (Yaphon Orch.) 2007
- Без назви — equestris х chibae (Hou Tse Liu) 2008
- Без назви — mannii х chibae (Hou Tse Liu) 2008